# الإسلام السياسي في المملكة المتحدة
الإسلاموية (الإسلام السياسي كان موجودا) في المملكة المتحدة منذ سبعينات القرن العشرين، وأصبحت مرئية على نطاق واسع وموضوع الخطاب السياسي منذ بداية القرن الحادي والعشرين.
نما الإسلام في المملكة المتحدة بسرعة بسبب الهجرة منذ ثمانينات القرن العشرين. في عام 2011، كان في المملكة المتحدة 2.7 مليون مسلم (4.8% من إجمالي السكان، معظمهم في إنجلترا) أي أكثر من خمسة أضعاف عددهم خلال فترة 30 عامًا (550.000 في عام 1981) مع استمرار الاتجاه للنمو السريع.

## التاريخ المبكر
الإسلام الراديكالي موجود في بريطانيا العظمى منذ سبعينات القرن العشرين، لكنه لم يحظ باهتمام شعبي واسع قبل تفجيرات لندن في 7 يوليو / تموز 2005. كان الإرهاب في بريطانيا خلال السبعينات إلى التسعينات بسبب الصراع في أيرلندا الشمالية، ولم يتم الاعتراف والدراسة على نطاق واسع بوجود الإسلام السياسي الراديكالي في بريطانيا إلا بعد أحداث عام 2005.[بحاجة لمصدر]
دعوة الإسلام منظمة إسلامية مقرها لندن، تأسست عام 1978. من البعثة الإسلامية البريطانية التي أنشأتها الجماعة الإسلامية الباكستانية لتلبية احتياجات مسلمي شرق البنغال في بريطانيا بعد تأسيس بنغلاديش في عام 1971.[بحاجة لمصدر]
انتقل الإسلامي السوري عمر بكري محمد إلى المملكة المتحدة في عام 1986، وأنشأ فرعًا لحزب التحرير، ثم المهاجرون، والذي تم حظره بموجب قانون الإرهاب لعام 2000 في 14 كانون الثاني (يناير) 2010. بدأ الاضطراب الاجتماعي في الجالية المسلمة في إنجلترا عام 1988 مع نشر الرواية الساخرة (آيات شيطانية) في لندن. حكم الكتاب بفتوى في العام التالي.
في عام 1989، تأسس حزب إسلامي بريطاني على يد شخص من مواليد شيفيلد اعتنق الإسلام.[بحاجة لمصدر]
تأسس المنتدى الإسلامي الأوروبي عام 1990. وبحسب ما ورد تم تأسيسه من قبل أعضاء سابقين في جماعة دعوة الإسلام التابعة للجماعة الإسلامية، والتي دخلت في نزاع حول إدارة مسجد شرق لندن «طوال أواخر الثمانينات» مما أدى إلى «أمران زجريان من المحكمة العليا» في عام 1990 في «الرد على العنف» في المسجد.
تأسست الجمعية الإسلامية البريطانية (ISB) في عام 1990 لتعزيز القيم الإسلامية. تأسست منظمة شباب المسلمين في المملكة المتحدة عام 1984، وتم دمجها في الجمعية الإسلامية البريطانية كجناح للشباب. في عام 1997، «انفصل» بعض أنصار الإخوان المسلمين عن الجمعية الإسلامية البريطانية ليشكلوا جمعية المسلمين في بريطانيا.

## التطوير بعد 2005
تعمل منظمة الفرقة الناجية منذ عام 2005 ولكن تم حظرها في عام 2006. اتضح مدى هذه الظاهرة خلال الجدل حول الرسوم الكاريكاتورية في صحيفة جيلاند بوستن عام 2006، عندما دعت الغرباء، التي خلفت منظمة المهاجرين المنحلة، المسلمين إلى «اقتلوا من يهينون النبي محمد»، مما أدى إلى احتجاجات واسعة في لندن.[بحاجة لمصدر]
في أعقاب الهجمات الإرهابية عام 2005، حظيت ظاهرة الإسلاموية بين السكان المسلمين المقيمين في بريطانيا باهتمام أوسع. كان المنشور المبكر لندنستان: كيف تنشئ بريطانيا دولة إرهابية في الداخل (2006). مسجد سري تم بثه في عام 2007 (مع تكملة 2008). كانت جماعة (الإسلام لبريطانيا) (بالإنجليزية: Islam4UK) بقيادة أنجم شوداري (باكستاني بريطاني ولد في المملكة المتحدة عام 1967) نشطًا منذ عام 2009. كما تم حظره بموجب قانون الإرهاب لعام 2000 في 14 يناير 2010.
منذ عام 2006، كان المنتدى الإسلامي لأوروبا (IFE) تحت المجهر لأنه يعزز السياسات الإسلامية بين المهاجرين البنغلاديشيين. استضافت المنتدى ومسجد شرق لندن دعاة متطرفين من بينهم أنور العولقي. اقتُرح برنامج وثائقي تم بثه في 1 مارس 2010 من قبل المنتدى الإسلامي لأوروبا (IFE) ومنظمة متطرفة لها أجندة خفية توجه ضد القيم الديمقراطية في بريطانيا. ونقل البرنامج قول آزاد علي، منسق شؤون المجتمع والمنتدى الإسلامي لأوروبا (IFE)، «الديمقراطية، لو كان ذلك يعني على حساب عدم تنفيذ الشريعة، وبالطبع لا يوافق واحد مع ذلك». رداً على تعليق في صحيفة الجارديان، أشارت عناية بنجلاوالا من المجلس الإسلامي البريطاني إلى أن العديد من الأشخاص الذين تمت مقابلتهم في البرنامج لديهم «أجندات خفية خاصة بهم» مما يشير إلى أن ادعاء جيم فيتزباتريك بأن حزب العمال «قد تم اختراقه» من قبل المنتدى الإسلامي لأوروبا (IFE) بدافع الانتخابات المقبلة. تم عرض المنتدى الإسلامي لأوروبا (IFE) ومنظمة الشباب المسلم في كتاب The Islamist عام (2007) لإد حسين، حيث أوضح أن منظمة الشباب المسلم تجتذب بشكل رئيسي الشباب الآسيويين الناطقين بالإنجليزية، وتقدم حلقات أو محادثات يوميًا في مسجد شرق لندن؛ أثناء تدريسه عن الإسلام، فإنه يغطي النظام السياسي للدين.
تم تصنيف اللجنة الإسلامية لحقوق الإنسان (IHRC، التي تأسست عام 1997) على أنها «منظمة إسلامية راديكالية تستخدم لغة وتقنيات مجموعة ضغط لحقوق الإنسان للترويج لأجندة متطرفة» من قبل معهد ستيفن روث في عام 2005.